# Immo Appenzeller
Immo Appenzeller (Bad Urach, 13 de maio de 1940) é um astrônomo alemão.
Appenzeller estudou física a partir de 1959 na Universidade de Tübingen e a partir de 1961 física e astronomia na Universidade de Göttingen, onde obteve o doutorado em 1966. A partir de 1964 trabalhou no Observatório Yerkes da Universidade de Chicago e a partir de 1967 foi assistente em Göttingen. Após a habilitação em 1970 foi Privatdozent na Universidade de Göttingen e em 1974 professor extraordinário. Em 1972 foi professor visitante na Universidade de Tóquio. A partir de 1975 foi professor de astronomia na Universidade de Heidelberg e diretor do Observatório Heidelberg-Königstuhl. Em 1985/1986 foi decano da Faculdade de Física e Astronomia em Heidelberg. Em 2005 tornou-se professor emérito. De 1998 a 2000 foi também diretor comissário do Instituto Max Planck de Astronomia e em 1982/1983 foi pesquisador visitante na Universidade do Arizona.

## Obras
- High redshift galaxies - light from the early universe, Springer 2009
- Kosmologie und Teilchenphysik, Spektrum Verlag 1999
- Das Very Large Telescope, Physikalische Blätter Band 57, 2001, Nr.10